# Catuaba com Amendoim
Catuaba com Amendoim est un groupe de forró brésilien formé en 1996.

## Discographie et vidéographie
- Tesão do Forró - CD (1996)
- Catuaba canta Teixeirinha - CD (1997)
- Duplo Sentido - CD (1998)
- Catuaba com Amendoim ao Vivo - CD (1999)
- O Tesão do Forró - DVD (2012)